# 마르쿠스 아이밀리우스 레피두스

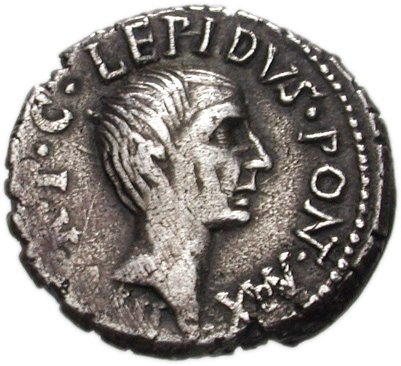
데나리우스 화폐에 새겨져 있는 마르쿠스 아이밀리우스 레피두스의 얼굴.

마르쿠스 아이밀리우스 레피두스(라틴어: Marcus Aemilius Lepidus, 생년 미상 ~ 기원전 13년)는 로마의 정치가이다. 율리우스 카이사르의 부하로 있다가 카이사르가 암살되자, 안토니우스·옥타비아누스와 더불어 제2차 삼두 정치를 실시하여 반대파를 억눌렀다. 그는 에스파냐(스페인) 및 갈리아의 나르본을 영유하고, 뒤에 아프리카를 얻었다. 섹스투스 폼페이우스와의 싸움에서도 큰 공을 세웠으나, 시칠리아를 얻으려 하다가 옥타비아누스와 대립하여 정권을 잃고 정계를 은퇴하였다.

## 참고 자료
- 이 문서에는 다음커뮤니케이션(현 카카오)에서 GFDL 또는 CC-SA 라이선스로 배포한 글로벌 세계대백과사전의 내용을 기초로 작성된 글이 포함되어 있습니다.